# Logo (czasopismo)
Logo (Warto Wiedzieć Warto Kupić) – niewydawany już ilustrowany magazyn przeznaczony dla mężczyzn. Poruszający tematy stylu życia, mody, artykułów spożywczych i kosmetycznych, elektroniki użytkowej oraz sprzętu sportowego. Magazyn doradza w ich praktycznym wykorzystaniu oraz w wyborze, cenach i miejscach zakupu.
Główne rubryki Logo:
- Na dobry początek
- Moda
- Sport
- Techno
- Styl życia
- Pielęgnacja
- Rynek

Pierwotnie Logo ukazywało się jako kwartalnik, od numeru 1 (5) marzec 2006 jest miesięcznikiem.
W kwietniu 2020 r. wydawca poinformował o zakończeniu wydawania pisma, ostatnim numerem został łączony numer majowo-czerwcowy.